# مونشين تريانا
رامون تريانا إي ديل أرويو، المعروف رياضياً باسم مونشين تريانا، (ولد في مدريد أو فونتيرابيا في 28 يونيو 1902 - توفي في باراكوييوس دي خاراما، مدريد، في 7 نوفمبر 1936)، كان لاعب كرة قدم إسباني شغل مركز الوسط، ويُعد من اللاعبين التاريخيين في أتلتيكو مدريد — حيث أصبح هدافه التاريخي في وقته —، كما لعب في صفوف ريال مدريد، حيث توج بلقب الدوري الإسباني 1932، وهو أول لقب دوري في تاريخ النادي. كما فاز بمجموع سبعة بطولات إقليمية مع كلا الفريقين.
أُعدم خلال الحرب الأهلية الإسبانية، ضمن مجزرة باراكويوس.
تكريماً له، قُدم بين عامي 1952 و1968 قُدمت جائزة مونشين تريانا، وهي جائزة سنوية تمنحها صحيفتا ماركا ودياريو أريبا لأكثر لاعب أظهر روحاً رياضية وولاءً لناديه في الدوري الإسباني.

## المسيرة

### مع أتلتيكو مدريد
وُلد مونشين تريانا في صيف عام 1902 في مدريد أو في بلدة فونتيرابيا الباسكية حسب المصادر. وكان ينتمي لعائلة ميسورة من العاصمة.
بدأ مسيرته في عام 1919 مع أتلتيكو مدريد، حيث كان أحد أقاربه ضمن إدارة النادي. لعب كمهاجم وبرز بفضل تقنيته وذكائه في الملعب.
استمر مع النادي 9 سنوات، أصبح خلالها أحد أبرز نجومه وهدافه التاريخي حتى تجاوزه زميله كوسمي فاسكيز في موسمه الأخير. فاز مع الفريق بثلاثة ألقاب إقليمية (1921، 1925، 1928) وبلغ نهائي كأس إسبانيا مرتين (1921، 1926) وخسرهما أمام أتلتيك بيلباو وبرشلونة على التوالي.

### مع ريال مدريد
في 1928، وبسبب أزمة داخلية في أتلتيكو مدريد، انتقل إلى ريال مدريد، مما أثار ضجة إعلامية آنذاك. في العام التالي تبعه لويس أولاسو إلى تشامارتين.
خاض أول مباراة له أمام فريقه السابق في 18 نوفمبر 1928 وسجل هدفاً في الفوز 3–1. سجل أيضاً في أول مباراة له بكأس إسبانيا، وكذلك في أول مشاركاته في الدوري الإسباني.
لعب مع ريال مدريد حتى 1932، وخاض معهم نهائيين آخرين في كأس إسبانيا (1929 و1930) وخسرهما، رغم تسجيله هدفاً في نهائي 1930. في موسم 1931–32، ساهم بالفوز بأول لقب دوري في تاريخ ريال مدريد، حيث سجل 3 أهداف في 3 مباريات. حقق خلال مسيرته مع النادي 4 ألقاب إقليمية أخرى.

## المسيرة الدولية
بصفته لاعبًا في أتلتيكو مدريد، كان مونشين تريانا مؤهلاً للعب مع منتخب منطقة مدريد، وشارك ضمن صفوفه في البطولة التي بلغ فيها الفريق نهائي كأس الأمير دي أستورياس 1923–24، وهي بطولة بين المناطق نظمتها الاتحاد الملكي الإسباني. سجل تريانا هدفين في شباك منتخب كتالونيا في النهائي الشهير لنسخة 1923–24، والذي انتهى بالتعادل 4–4، قبل أن يخسر فريقه مباراة الإعادة بنتيجة 2–3 بعد يومين.
لعب مباراة دولية واحدة مع المنتخب الإسباني في إشبيلية بتاريخ 17 مارس 1929، وفاز المنتخب حينها 5–0 على البرتغال.

## الوفاة
ينتمي مونشين لعائلة كاثوليكية ميسورة من شارع سيرانو في مدريد. بعد الانقلاب العسكري عام 1936، اقتحم جمهوريون منزله بحثاً عنه وعن إخوته. سلم نفسه للسلطات وتم اعتقاله دون محاكمة في سجن موديلو بمدريد.
في 7 نوفمبر 1936، نُقل مع آخرين إلى باراكوييوس دي خاراما وتم إعدامهم رمياً بالرصاص، ضمن مجازر باراكويوس التي راح ضحيتها أيضًا شقيقاه.

## الإحصائيات
| النادي                | الدوري                | الموسم                | الدوري1   | الدوري1   | الكأس2  | الكأس2 | الإقليمي3 | الإقليمي3 | المجموع4 | المجموع4 | معدل التهديف |
| النادي                | الدوري                | الموسم                | مباريات   | أهداف     | مباريات | أهداف  | مباريات   | أهداف     | مباريات  | أهداف    | معدل التهديف |
| --------------------- | --------------------- | --------------------- | --------- | --------- | ------- | ------ | --------- | --------- | -------- | -------- | ------------ |
| أتلتيك مدريد          | دوري الوسط            | 1919–20               | غير متوفر | غير متوفر | –       | –      | 4         | 4         | 4        | 4        | 1.00         |
| أتلتيك مدريد          | دوري الوسط            | 1920–21               | غير متوفر | غير متوفر | 3       | 4      | 5         | 3         | 8        | 7        | 0.88         |
| أتلتيك مدريد          | دوري الوسط            | 1921–22               | غير متوفر | غير متوفر | –       | –      | 5         | 3         | 5        | 3        | 0.60         |
| أتلتيك مدريد          | دوري الوسط            | 1922–23               | غير متوفر | غير متوفر | –       | –      | 6         | 5         | 6        | 5        | 0.83         |
| أتلتيك مدريد          | دوري الوسط            | 1923–24               | غير متوفر | غير متوفر | –       | –      | 8         | 3         | 8        | 3        | 0.38         |
| أتلتيك مدريد          | دوري الوسط            | 1924–25               | غير متوفر | غير متوفر | 6       | –      | 8         | 5         | 14       | 5        | 0.36         |
| أتلتيك مدريد          | دوري الوسط            | 1925–26               | غير متوفر | غير متوفر | 5       | –      | 4         | 1         | 9        | 1        | 0.11         |
| أتلتيك مدريد          | دوري الوسط            | 1926–27               | غير متوفر | غير متوفر | 4       | 1      | 7         | 3         | 11       | 4        | 0.36         |
| أتلتيك مدريد          | دوري الوسط            | 1927–28               | غير متوفر | غير متوفر | –       | –      | 6         | 3         | 6        | 3        | 0.50         |
| أتلتيك مدريد          | المجموع               |                       | 0         | 0         | 18      | 5      | 53        | 30        | 71       | 35       | 0.49         |
| مدريد ف. س.           | الدرجة الأولى         | 1928–29               | 12        | 4         | 7       | 6      | 1         | 1         | 20       | 11       | 0.55         |
| مدريد ف. س.           | الدرجة الأولى         | 1929–30               | 4         | 1         | 8       | 1      | 2         | –         | 14       | 2        | 0.14         |
| مدريد ف. س.           | الدرجة الأولى         | 1930–31               | 1         | –         | 1       | –      | 6         | 1         | 8        | 1        | 0.13         |
| مدريد ف. س.           | الدرجة الأولى         | 1931–32               | 3         | 3         | –       | –      | –         | –         | 3        | 3        | 1.00         |
| مدريد ف. س.           | المجموع               |                       | 20        | 8         | 16      | 7      | 9         | 2         | 45       | 17       | 0.38         |
| المجموع الكلي للمسيرة | المجموع الكلي للمسيرة | المجموع الكلي للمسيرة | 20        | 8         | 34      | 12     | 62        | 32        | 116      | 52       | 0.45         |

ملاحظات
1. تشمل سجلات الدوري الإسباني (1928–1932).
2. تشمل سجلات كأس ملك إسبانيا (1919–1932).
3. تشمل سجلات بطولة منطقة الوسط / كأس اتحاد الوسط (1919–1932).
4. لا تشمل الأهداف في المباريات الودية.

المصادر: Aguanís - InfoAtleti - BDFutbol

## الإنجازات

### الأندية
؛أتلتيكو مدريد
- الدوري الإسباني: مرة واحدة (1929)
- كأس ملك إسبانيا: أربع مرات (1922، 1925، 1926، 1928)

### دوليًا
؛منتخب منطقة مدريد
- كأس الأمير دي أستورياس: الوصيف (مرة واحدة) 1923–24

## وصلات خارجية
- مونشين تريانا على موقع قاعدة بيانات كرة القدم.إي يو (الإنجليزية)
- مونشين تريانا على موقع ناشيونال فوتبول تيمز (الإنجليزية)
- مونشين تريانا على موقع أوليمبيديا (الإنجليزية)